# Ar-Rauda (Tartus)
Ar-Rauda (arab. الروضة) – miasto w Syrii, w muhafazie Tartus. W 2004 roku liczyło 3131 mieszkańców.